# سقيفة سيارة

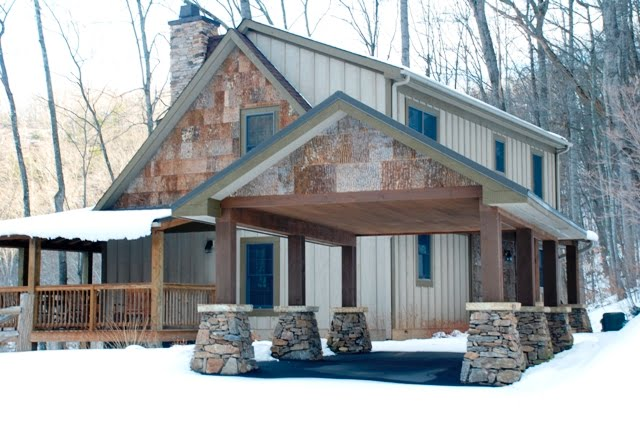
أحد الأمثلة على الأنواع العديدة الشائعة لسقائف السيارات الحديثة المباعة في السوق. هذا هو نموذج قائم بذاته.

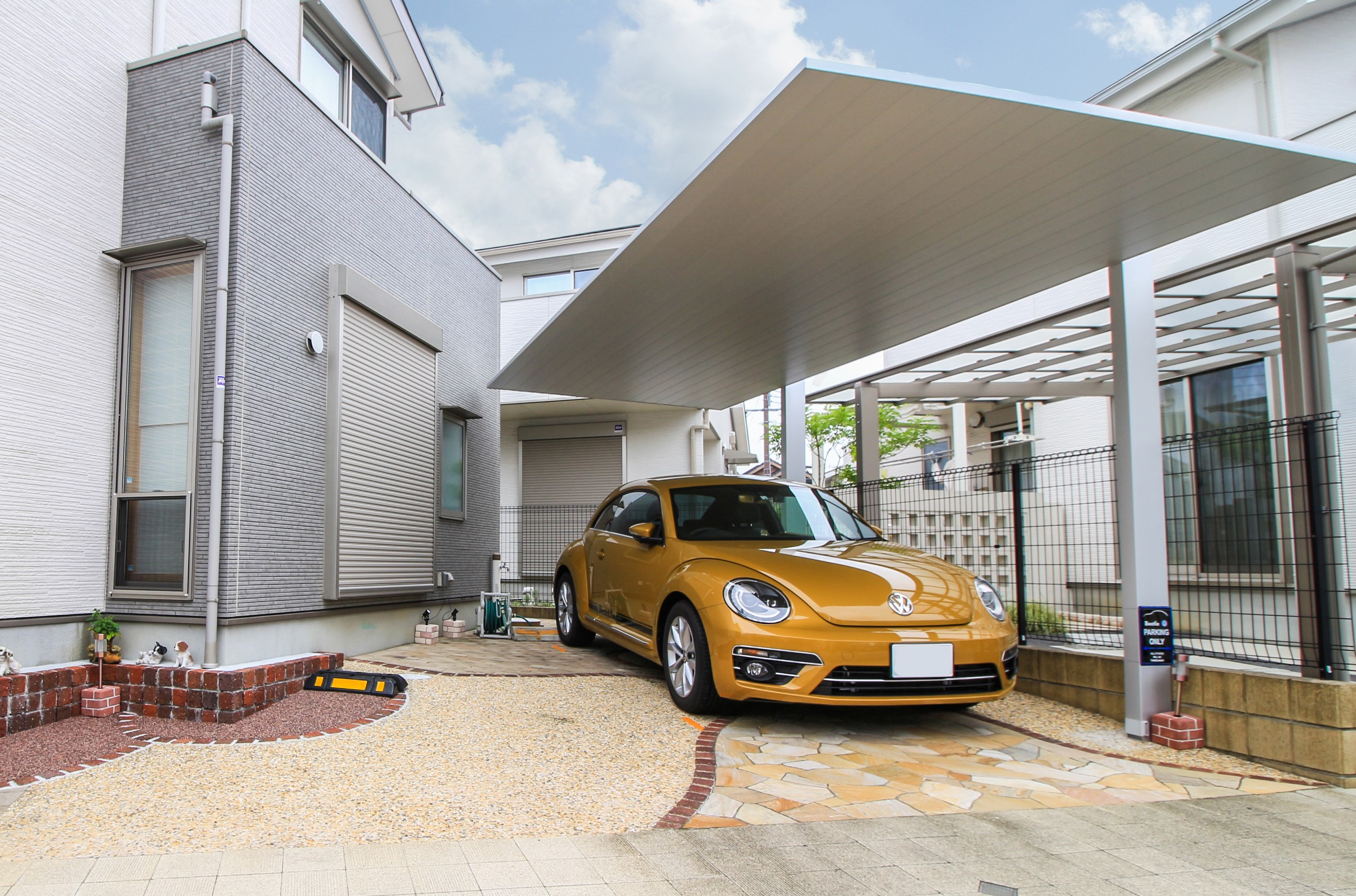
سقيفة سيارة في اليابان

سقيفة السيارة أو المَرْبَأ هو هيكل مغطى يستخدم لتوفير حماية محدودة للمركبات وخاصة السيارات من المطر والثلج. يمكن أن يكون الهيكل قائمًا بذاته أو متصلًا بجدار. لا يحتوي سقيفة السيارة على أربعة جدران وقد يكون لها جدارٌ أواثنين. تتيح سقيفة السيارة حماية أقل من المرآب ولكنها تسمح بمزيد من التهوية. فالمرأب يمنع الصقيع على الزجاج الأمامي على عكس السقيفة.  قد تكون السقيفة متحركة أو متنقلة.